# Prunelli-di-Fiumorbo
 Prunelli-di-Fiumorbo  là một xã ở tỉnh Haute-Corse trên đảo Corse, Pháp. Xã này có diện tích 37,41 km², dân số năm 1999 là 2943 người. Khu vực này có độ cao trung bình 580 mét trên mực nước biển.